# Uppsala län
Uppsala län (provincie Uppsala) is een provincie in het oosten van Zweden. Ze ligt aan de Botnische Golf en grenst aan de provincies Stockholms län, Södermanlands län, Västmanlands län en Gävleborgs län. De hoofdstad is Uppsala.
De oppervlakte van de provincie bedraagt 6989 km², wat 1,7% van de totale oppervlakte van Zweden is. Er woonden in 2021 393.165 mensen.

## Gemeenten
In Uppsala län liggen de volgende gemeenten:
| - Älvkarleby - Enköping - Håbo - Heby | - Knivsta - Östhammar - Tierp - Uppsala |

## Bestuur
Uppsala län heeft, zoals alle Zweedse provincies, een meerduidig bestuur. Binnen de provincie vertegenwoordigt de landshövding de landelijke overheid. Deze heeft een eigen ambtelijk apparaat, de länsstyrelse. Daarnaast bestaat de landsting, dat feitelijk een eigen orgaan is naast het län, en dat een democratisch bestuur, de landstingsfullmäktige, heeft dat om de vier jaar wordt gekozen.

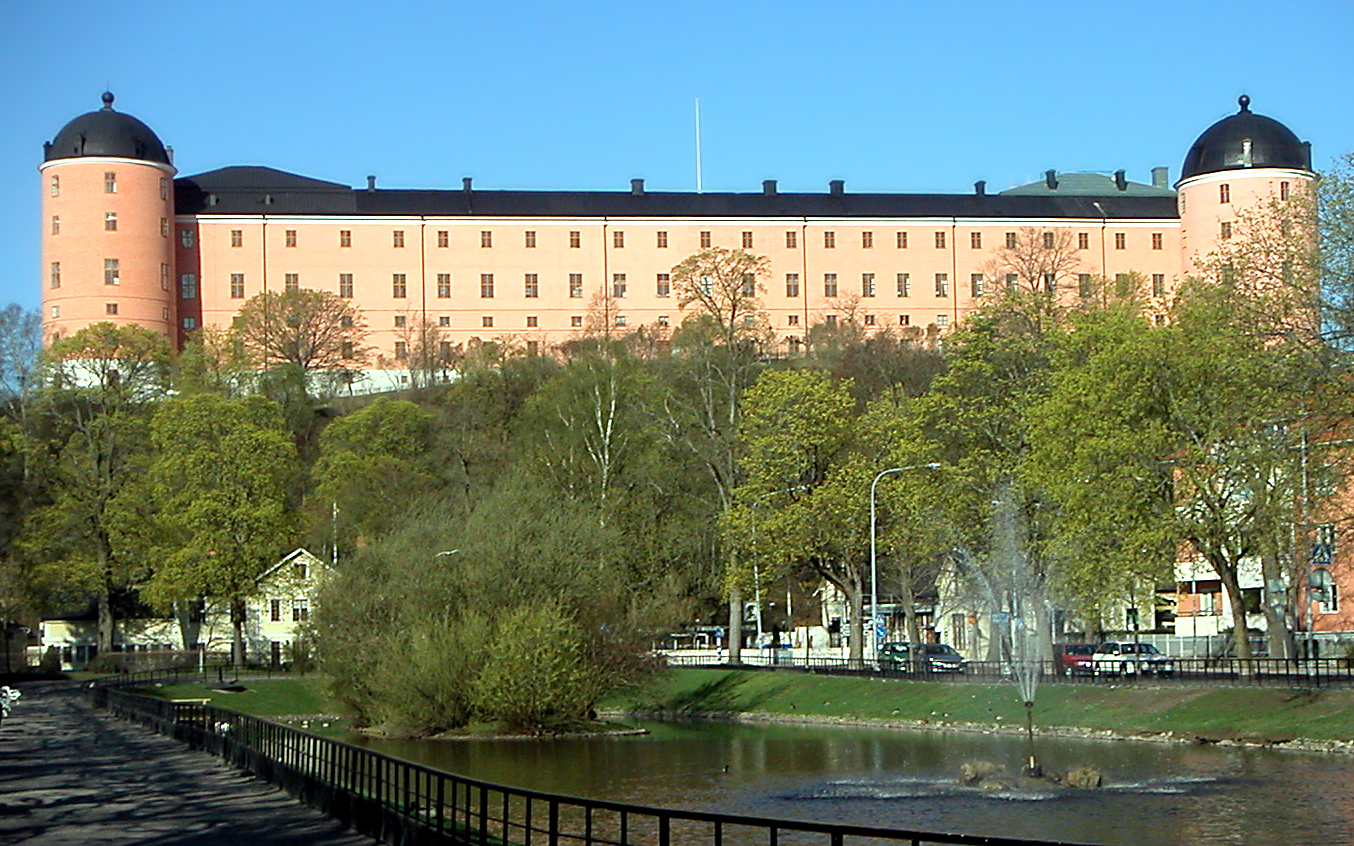
Het paleis in Uppsala, nu onder meer residentie van de landshövding

### Landshövding
De vertegenwoordiger van de rijksoverheid in Uppsala län is sinds 1 november 2016 Göran Enander, die eerder onder meer werkzaam was als staatssecretaris.

### Landsting
De Landsting, formeel Uppsala län landsting, wordt bestuurd door de landstingsfullmäktige die sinds 1991 uit 71 leden bestaat. Door de landstingfullmäktige wordt een dagelijks bestuur, de landstingsstyrelsen, gekozen. Deze bestaat uit een coalitie van de burgerlijke partijen (Centrumpartij, Liberalen, Christendemocraten en Moderaterna), aangevuld met de Groenen.
Bij de laatste verkiezingen, in 2018, was de zetelverdeling in de landstingsfullmäktige:
- Vänster (V): 7 zetels
- Arbeiderspartij (S): 20 zetels
- Groenen (MP): 4 zetels
- Sverigedemokraterna (SD): 9 zetels
- Centrum (C): 7 zetels
- Liberalerna (L): 5 zetels
- Christendemocraten (KD): 6 zetels
- Moderaterna (M): 13 zetels

Blekinge län · Dalarnas län · Gävleborgs län · Gotlands län · Hallands län · Jämtlands län · Jönköpings län · Kalmar län · Kronobergs län · Norrbottens län · Örebro län · Östergötlands län · Skåne län · Södermanlands län · Stockholms län · Uppsala län · Värmlands län · Västerbottens län · Västernorrlands län · Västmanlands län · Västra Götalands län